# Ritardando
Ritardando (ital. „verzögernd“, Abk.: rit., ritard.) ist eine musikalische Vortragsbezeichnung, die eine allmähliche Verlangsamung des Tempos erfordert, ähnlich wie rallentando.
Durch die Abkürzung rit. ist eine Verwechslung mit ritenuto möglich, das jedoch keine allmähliche, sondern eine plötzliche (meist nur kurzzeitige) Zurücknahme des Tempos vorschreibt. Um die Verwechslungsgefahr zu minimieren, wird ritenuto oftmals mit riten. abgekürzt. Die gegenteilige Vortragsanweisung lautet Accelerando.  
Diese Vortragsbezeichnung wird meist kursiv gesetzt. 